# Швидкість гравітації
Шви́дкість гравіта́ції — швидкість поширення гравітаційних впливів, збурень та хвиль.

## Швидкість гравітації у фізичних теоріях

### Класична фізика
У теорії гравітації Ньютона швидкість гравітації не входить у жодну формулу і вважається нескінченно великою. У працях з небесної механіки Лаплас показав, що якщо гравітаційна взаємодія між двома тілами не діє миттєво (що еквівалентно введенню потенціалу, який залежить від швидкостей), то в системі рухомих планет не зберігатиметься імпульс — частина імпульсу передаватиметься гравітаційному полю, подібно до того, як це відбувається за електромагнітної взаємодії зарядів у електродинаміці. З ньютонівської точки зору, якщо гравітаційний вплив передається зі скінченною швидкістю і не залежить від швидкостей тіл, усі точки планети повинні притягуватися до точки, де Сонце було дещо раніше, а не до поточного його розташування. На цій підставі Лаплас показав, що ексцентриситет і великі півосі орбіт у задачі Кеплера зі скінченною швидкістю гравітації мають зростати з часом — зазнавати вікових змін. З верхніх меж на зміни цих величин, що випливають зі стійкості Сонячної системи та руху Місяця, Лаплас показав, що швидкість поширення гравітаційної ньютонівської взаємодії не може бути нижчою за 50 мільйонів швидкостей світла.
Чи передається тяжіння від одного тіла до іншого миттєво? Час передавання, якби він був для нас помітним, виявився б переважно віковим прискоренням у русі Місяця. Я пропонував цей засіб для пояснення прискорення, поміченого у згаданому русі, і знайшов, що для задоволення спостережень слід приписати силі притягання швидкість у сім мільйонів разів більшу, ніж швидкість світлового променя. Оскільки нині причина вікового рівняння — Місяця добре відома, то ми можемо стверджувати, що тяжіння передається зі швидкістю, яка принаймні в п'ятдесят мільйонів разів перевищує швидкість світла. Тому, не побоюючись якоїсь помітної похибки, ми можемо вважати передавання тяжіння миттєвим.
Оригінальний текст (рос.)
Сообщается ли притяжение от одного тела к другому мгновенно? Время передачи, если бы оно было для нас заметно, обнаружилось бы преимущественно вековым ускорением в движении Луны. Я предлагал это средство для объяснения ускорения, замеченного в упомянутом движении, и нашёл, что для удовлетворения наблюдениям должно приписать притягательной силе скорость в семь миллионов раз большую, чем скорость светового луча. А так как ныне причина векового уравнения — Луны хорошо известна, то мы можем утверждать, что притяжение передаётся со скоростью, по крайней мере в пятьдесят миллионов раз превосходящей скорость света. Поэтому, не опасаясь какой либо заметной погрешности, мы можем принимать передачу тяготения за мгновенную.— П. С. Лаплас Виклад системи Світу. Париж, 1797.
Метод Лапласа коректний для прямих узагальнень ньютонівської гравітації, але може бути не застосовний до складніших моделей. Так, наприклад, в електродинаміці заряди, що рухаються, притягуються/відштовхуються не від видимих положень інших зарядів, а від положень, які вони займали б зараз, якби рухалися від видимих положень рівномірно і прямолінійно — це є властивістю потенціалів Ліенара — Віхерта. Аналогічний розгляд у рамках загальної теорії відносності призводить до такого самого результату з точністю до членів порядку {\displaystyle (v/c)^{3}}[відсутнє в джерелі].

### Загальна теорія відносності та інші релятивістські теорії
У загальній теорії відносності (ЗТВ) у порожнечі гранична швидкість гравітації дорівнює швидкості світла. Тут потенціалами гравітаційного поля виступають компоненти метричного тензора, так що гравітаційне поле ототожнюється по суті з метричним полем.
У квантових теоріях гравітації під швидкістю гравітації мають на увазі швидкість гравітонів як найменших частинок (квантів) поля. Зазвичай вона дуже близька до швидкості світла чи збігається із нею.
У багатьох альтернативних теоріях гравітації швидкість її поширення може істотно відрізнятися від швидкості світла, так що безпосереднє вимірювання швидкості гравітації є тестом на працездатність цих теорій.

## Експерименти з визначення швидкості гравітації
Швидкість гравітації можна визначити за швидкістю передавання впливу гравітаційного поля на результати будь-яких вимірів. Цей шлях можна використати у високоточних експериментах з вимірювання часу затримки проходження світла і радіосигналів у гравітаційному полі будь-якого рухомого масивного тіла.
Так, 2002 року Копєйкін і Фомалонт провели експеримент на основі радіоінтерферометрії з наддовгою базою, в якому низкою радіотелескопів на Землі реєструвалося випромінювання від далекого квазара QSO J0842+1835, яке проходило поблизу масивного Юпітера.
Внаслідок періодичного руху Юпітера орбітою навколо Сонця із середньою швидкістю 13,1 км/с відбувається періодична зміна гравітаційного поля. Зміна метрики (як через змінення розташування планети, так і за рахунок швидкості її руху) відбувається із запізненням, пов'язаним із обмеженою швидкістю гравітації. Врахування цього запізнення під час аналізу експерименту дає швидкість гравітації, близьку за величиною швидкості світла, з точністю близько 20 %. Отриманий результат вимагає незалежного підтвердження, оскільки не всі фізики-релятивісти погоджуються з інтерпретацією експерименту.
11 лютого 2016 року колаборації LIGO та VIRGO оголосили про експериментальне відкриття гравітаційних хвиль. Аналіз впливу події GW150914 на дисперсію гравітаційних хвиль залежно від частоти не суперечить гіпотезі про нульову масу гравітона та збіг його швидкості зі швидкістю світла для гіпотетичних розширень ЗТВ (оцінка зверху на масу гравітона: mg ≤ 1,2×10−22 eV/c 2 відповідає оцінці знизу на швидкість для частоти 35 Гц: vg/c ≤ 1 — 10−18).
Інший спосіб вимірювання швидкості гравітації пов'язаний із фіксацією гравітаційних хвиль від далеких зоряних джерел одночасно зі світловим сигналом. Перше таке вимірювання проведено для гравітаційної хвилі GW170817. Судячи з цієї події, відхилення швидкості гравітаційних хвиль від швидкості світла, якщо воно існує, лежить у межах від −3×10−15 до +0,7×10−15. Оскільки очікувана різниця показників заломлення та дисперсії міжгалактичного середовища незначна, то, в межах похибки, відмінностей від швидкості світла не виявлено.